# Nigel Patrick
Nigel Patrick, född 2 maj 1912 i Clapham, London, död 21 september 1981 i London, var en brittisk skådespelare och filmregissör.

## Rollista i urval
- 1950 – Trio
- 1951 – Skuggan av en man
- 1951 – Da capo
- 1952 – Pickwickklubben
- 1952 – Svindlande rymder
- 1955 – Guld från Berlin
- 1957 – Regnträdets land
- 1959 – Fallet Robbins
- 1960 – Gentlemannaligan
- 1960 – Gröna nejlikan
- 1969 – Slaget om England
- 1970 – John Shay avrättaren
- 1972 – Från andra sidan graven

## Regi i urval
- 1957 – Att mörda en rik onkel
- 1960 – Johnny Nobody